# Ctenomys goodfellowi
Ctenomys goodfellowi е вид бозайник от семейство тукотукови (Ctenomyidae).

## Разпространение
Видът е разпространен в Боливия.